# Ursula Cain
Ursula Cain (* 24. April 1927 in Dresden; † 16. Oktober 2011 in Leipzig) war eine deutsche Tänzerin und Tanzpädagogin.

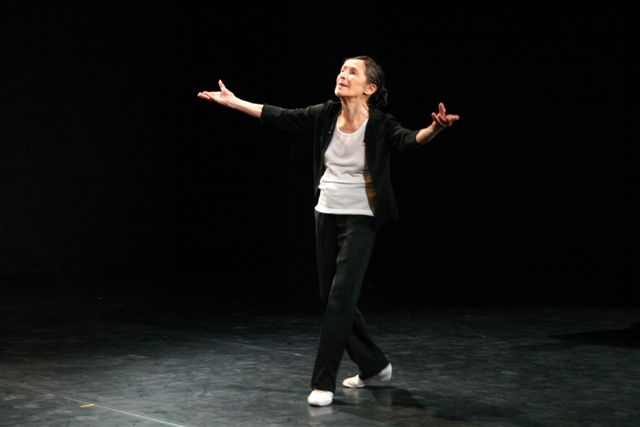
Ursula Cain in „Zeit – tanzen seit 1927“ von Heike Hennig (2006) Postermotiv

## Leben

### Die Tänzerin und Tanzpädagogin
Ursula Cain begann ihre Tanzausbildung mit 12 Jahren in der Vorbereitungsklasse der Wigman Schule für modernen Tanz und ab 1942 studierte sie bis zur kriegsbedingten Schließung in der Tanz-Akademie des Konservatoriums der Landeshauptstadt Dresden. Nach ihrer Abschlussprüfung, welche sie als Bühnentänzerin und Tanzpädagogin qualifizierte, wurde Cain 1945 Mitglied der Dore-Hoyer-Gruppe und wirkte in „Tänze für Käthe Kollwitz“, „Lied der Zeit“ und in die „Schießbude“ bis zur Auflösung des Ensembles mit. Ab 1948 war Cain am Stadttheater Rostock und ab 1949 am Anhaltischen Landestheater Dessau als moderne Solotänzerin engagiert. Hier tanzte sie Solorollen in Choreografien von Veith Büchel und heiratete den Dessauer Generalmusikdirektor Helmut Seidelmann, mit dem sie zusammen nach Leipzig wechselte, als er den Ruf als GMD der Oper Leipzig erhielt. Ab 1951 begann Cain bei Gertrud Steinweg in Leipzig sowie bei Tatjana Gsovsky und Gustav Blank in Berlin ihr klassisches Ballettstudium. Ab 1952 erhielt sie ein Engagement an den Städtischen Theatern Leipzig als Solotänzerin und ab 1953 als Erste Solotänzerin. Sie tanzte in zahlreichen Choreografien von Gertrud Steinweg, Lilo Gruber, Werner Ulbrich, Tom Schilling und Emmy Köhler-Richter, als Korrepetitor fungierte Heinz K. Urban. Im Oktober 1960 tanzte Ursula Cain im Festprogramm zur Eröffnung der neuen Oper Leipzig, welches im Deutschen Fernsehfunk der DDR übertragen wurde, die Böse Fee in „Dornröschen“ in der Choreografie von Emmy Köhler-Richter. Zum Abschluss ihrer aktiven Bühnenlaufbahn tanzte sie mit Siegfried Prölß 1962 die Rolle der Archisposa in „Abraxas“.
Ab 1979 war Ursula Cain als Tanzpädagogin für Modernen Tanz an der Fachschule für Tanz/Ballettschule der Oper Leipzig tätig. Ab 1988 übernahm sie die Leitung der Kinderklassen.
Ab 1989 übernahm Ursula Cain die Leitung der Amateurgruppe „Tanzkaleidoskop“ am Heinrich Budde Haus in Leipzig.
1997 erarbeitete sie für die jährliche Matinee der Ballettschule der Oper Leipzig die Choreografie der Kinderklassen.

### Zweite Bühnenlaufbahn
2005 begann Ursula Cain mit ihren ehemaligen Tänzerkollegen von der Oper Leipzig, Christa Franze, Siegfried Prölß und Horst Dittmann unter der Leitung der Leipziger Choreografin Heike Hennig und Friedrich U. Minkus an der Arbeit zu dem autobiografischen Tanztheater Zeit – tanzen seit 1927, welches 2006 nicht nur an der Oper Leipzig einen außergewöhnlichen Erfolg feierte. Zeit – tanzen seit 1927 wurde unter dem Titel Tanz mit der Zeit von Trevor Peters für ZDF und ARTE verfilmt, kam 2007/8 in die deutschen Kinos und wurde auf internationalen Filmfestivals präsentiert. Unter dem gleichnamigen Titel erschien 2008 das Buch von der Autorin Marion Appelt über ihre Lebens- und Tanzgeschichte.
Ab 2007 setzte Ursula Cain in dem zeitgenössischen Tanztheater ZeitSprünge von Heike Hennig ihre zweite Bühnenlaufbahn mit dem einzigartigen Ensemble Heike Hennig & Co in über 30 Aufführungen und Gastspielen auf internationalen Festivals fort. Ihr Pas de deux mit Horst Dittmann zum langsamen Satz aus der 5. Sinfonie von Gustav Mahler, welches auch in dem Film gezeigt wird, ist einer der Höhepunkte in dem Tanztheater der Generationen von Heike Hennig. 2008 tanzte Ursula Cain die Alcina mit Horst Dittmann als Ruggiero in Regie und Choreografie von Heike Hennig zu den Händel-Festspiele Halle (Saale). Ursula Cain galt als älteste bühnenaktive Wigmanschülerin.

### Ehrungen
1993, zum 300-jährigen Bestehen der Oper Leipzig, wurde Ursula Cain zum Ehrenmitglied ernannt.
Zu ihrem 70. Geburtstag gratulierte der Intendant Prof. Udo Zimmermann der „Traum-Ballerina“ der 60er mit den Worten:

„Vielleicht war es diese Kombination von Wigman und Gsovsky, verbunden mit dem Ort Leipzig, an dem diese beiden Größen ihrer Zeit gemeinsam gewirkt hatten, der den Glücksfall ermöglichte, dass Sie hier zum Inbegriff der klassisch lyrischen Ballerina wurden. Auf jeden Fall konnten Sie das nur werden, weil sie als eine der wenigen in dieser Zeit alles dafür mitbrachten.“

Im März 2008 wurde Ursula Cain von der Fachzeitschrift Ballettanz als Grande Dame des Leipziger Tanzes benannt.
Bundespräsident Horst Köhler ehrte sie mit einer Einladung in das Bundespräsidialamt ins Schloss Bellevue in Berlin am 27. März 2008.

### Gedenken
Auf Initiative und unter Schirmherrschaft von Sabine von Schorlemer wird ab 2015 der mit 10.000 Euro dotierte Ursula-Cain-Preis. Der sächsische Tanzpreis verliehen. Die erste Vergabe erfolgte an die Produktion Brel der Landesbühnen Sachsen.